# كزافييه جاليه
كزافييه جاليه هو ممثل ومدرس ومخرج فرنسي من مواليد في باريس .هو طالب سابق في المعهد الوطني للفنون المسرحية . قام بالتدريس في المعهد الوطني للفنون المسرحية سنة 2013 كأستاذ في الترجمة الفورية. فهو المؤسس المشارك في عام 2018 لـ القاعة البيضاء قام بتطوير الأبحاث حول تدريب الممثلين. 